# Nicholas Kaldor
Nicholas Kaldor, Baron Kaldor (født 12. maj 1908, død 30. september 1986), født Káldor Miklós, var en økonom ved Cambridge University i efterkrigstiden. Han er bl.a kendt for i 1939 at være en af mændene bag det kompensationskriterium, som i dag kaldes Kaldor–Hicks-efficienskriteriet for sammenligninger af velfærd, at have udviklet "spindelvævsmodellen", og have argumenteret for, at der findes visse systematiske regelmæssige fænomener i økonomisk vækst, kendt som Kaldors "stylized facts" (sommetider kaldt "stiliserede fakta" på dansk). Kaldor har bl.a. arbejdet sammen med Gunnar Myrdal.